# Jaffa Cakes
Jaffa Cakes — кондитерское изделие, придуманное в 1927 году британской компанией McVitie and Price. Название Jaffa десерт получил в честь яффских апельсинов. Чаще всего бисквиты Jaffa Cakes имеют круглую форму диаметром 2+1⁄8 дюйма (54 мм) и состоят из трёх слоёв: генуэзский бисквит, слой апельсинового джема и шоколадная глазурь. В каждом бисквите 46 калорий. Jaffa Cakes также выпускаются в виде батончиков или в небольших упаковках, а также в больших и маленьких размерах. Оригинальные изделия Jaffa Cakes продаются упаковками по 10, 20, 30 или 40 штук, а в 2017 году их количество уменьшилось с 12 или 24 штук в упаковке.
Поскольку компания McVitie не зарегистрировала название «Jaffa Cakes» в качестве товарного знака, другие производители печенья и супермаркеты выпускали аналогичную продукцию под тем же названием. Вопрос в том, является ли продукт пирожным или печеньем, рассматривался в 1991 году в суде по НДС, который постановил в пользу McVitie, что Jaffa Cakes следует считать пирожным, а не печеньем, для целей налогообложения. В 2012 году десерт Jaffa Cakes был признан самым продаваемым пирожным или печеньем в Великобритании.

## Пирожные McVitie и Price's Jaffa Cakes

### Производство
Вся линейка пирожных Jaffa от McVitie производится на фабрике McVitie в Стокпорте. Производственная площадь для пирожных Jaffa занимает 4000 м2 и включает производственную линию длиной 1,6 км. В начале 2000-х годов компания стала первопроходцем в разработке передовых технологий машинного зрения для контроля качества.

### Вкусы
Хотя пирожные Jaffa Cakes обычно имеют апельсиновый вкус, в ограниченном количестве выпускались пирожные с лимонно-лаймовым, клубничным и черносмородиновым вкусами. В начале 2020 года компания McVitie's выпустила пирожные Jaffa с ананасовым вкусом в ограниченном количестве. В начале 2021 года компания McVitie's представила новые вкусы — вишнёвый и маракуйя. В середине 2023 года компания McVitie's выпустила Jaffa Cakes со вкусом малины. В июне 2024 года компания McVitie's выпустила Jaffa Cakes со вкусом колы.

### Правовой статус
В Соединённом Королевстве налог на добавленную стоимость взимается с печенья в шоколадной глазури, а не с пирожных в шоколадной глазури. В 1991 году компания McVities в суде по налогу на добавленную стоимость отстаивала свою позицию о том, что десерт Jaffa Cakes — пирожное, а не печенье, несмотря на решение о том, что продукция является печеньем из-за размера и формы, а также из-за того, что их часто едят вместо печенья. Компания McVities настаивала на том, что продукт был пирожным, и представила в суде гигантский торт Jaffa, чтобы доказать свою точку зрения.
Суд не принял во внимание заключение эксперта, поскольку оно выходило за рамки возможностей обычного покупателя.
Продукт был оценён по следующим критериям:
- Название продукта было расценено как второстепенный фактор.
- Ингредиенты считались похожими на те, что используются для приготовления торта, и получалась жидкая смесь, похожая на тесто для торта, а не на густое тесто для бисквита.
- Текстура продукта напоминала бисквит.
- При черствении продукт затвердевает, как пирог.
- Значительную часть пирожного «Jaffa» по объёму и текстуре составляет бисквит.
- По размеру десерт Jaffa Cakes больше похож на печенье, чем на пирожное.
- Обычно этот продукт выставляли на продажу вместе с другими видами печенья, а не с пирожными.
- Продукт подаётся как закуска и съедается пальцами, как печенье, а не вилкой, как торт. Суд также учёл, что дети съедают их за несколько укусов, как сладости.

Суд под председательством мистера Дональда Поттера (Mr Donald Potter QC), королевского адвоката, вынес решение в пользу McVitie и постановил, что, хотя пирожные Jaffa обладают характеристиками как тортов, так и печенья, этот продукт следует считать пирожным, а не печеньем, а значит, в Соединённом Королевстве на пирожные Jaffa не распространяется НДС.
Ирландские налоговики (Revenue Commissioners) также считают десерты «Jaffa» пирожными, поскольку содержание влаги в них превышает 12%. В результате с них взимается пониженная ставка НДС (13,5% по состоянию на 2016 год).
В 2021 году искусственно интеллектуальные бинарные классификаторы, «обычно используемые в области астрономии», были обучены на 92 традиционных рецептах тортов и печенья и определили, что «Jaffa Cakes» — пирожные.

### Реклама
В 2021 году компания McVities запустила рекламную кампанию в социальных сетях стоимостью 4,7 миллиона фунтов стерлингов для продвижения бренда Jaffa Cakes.

## Другие бренды

Печенье Jaffa Cakes с яблоком и корицей, произведённое финской компанией Fazer

Печенье Jaffa Cakes, произведённое немецкой компанией Aldi

- Бренд Mondelez Lefèvre-Utile (LU) производил десерты Jaffa Cakes под торговым названием PiM's. Вкусы: вишня, апельсин, груша, малина, лимон, шоколадный мусс, фундук и так далее.
- Delicje Szampańskie — польский аналог, который производился компанией E. Wedel с 1977 года[24]. По состоянию на 2020 год бренд Delicje принадлежит компании Mondelēz International, Inc.[25]
- Сербская компания Jaffa Crvenka производит пирожные Jaffa.
- Компания Mondelez Czech Republic s.r.o. распространяет Jaffa Cakes под традиционным словацким шоколадным брендом Figaro в Чехии и Словакии под названием «Čoko Piškoty» или «čokopiškoty» (= шоколадные бисквиты) в 5 вариантах вкуса[26]. Названия «PiM» или «Jaffa Cakes» не очень известны в Чехии и Словакии, но также используются редко. Продукт также продавался компанией Mondelez под чешско-силезским шоколадным брендом Opavia или немецким брендом Milka.
- В США компания Aldi продаёт десерты Jaffa Cakes под брендом Benton's.
- Российская компания «Большевик» выпускала бисквитные печенья под названием «Причуда»[27][28]. С 2009 по 2015 год печенья выпускались компанией Kraft Foods под названием Alpen Gold Chocolife[29]. В настоящее время похожие печенья продаются под брендами «Яшкино»[30][31][32], «Bonté», «Шарлиз» и так далее.